# روهاتتس
روهاتتس (به لاتین: Rohatec) یک منطقهٔ مسکونی در جمهوری چک است که در ناحیه هودونین واقع شده‌است. روهاتتس ۱۷٫۴۵ کیلومتر مربع مساحت و ۳٬۵۳۴ نفر جمعیت دارد و ۱۸۱ متر بالاتر از سطح دریا واقع شده‌است.